# Hollister (Medizintechnikunternehmen)
Hollister, Inc. ist ein US-amerikanisches Medizintechnikunternehmen mit Sitz in Libertyville, Illinois.
Das Unternehmen befindet sich im Besitz der Mitarbeiter und stellt vornehmlich Produkte in den Bereichen Wundbehandlung und Inkontinenzbedarf her.
Hollister wurde 1921 von John Dickinson Schneider in Chicago gegründet. Heute betreibt Hollister weltweit fünf Produktionsstandorte: in Kirksville (Missouri), Stuart’s Draft (Virginia), Ballina (Irland), Fredensborg (Dänemark) und Bawal (Indien).